# Soursac
Soursac é uma comuna francesa na região administrativa da Nova Aquitânia, no departamento de Corrèze. Estende-se por uma área de 42 km². Em 2010 a comuna tinha 510 habitantes (densidade: 12,1 hab./km²).